# Jan Potharst
Ne pas confondre avec Georg Kahn-Ackermann né et mort aux exactes même dates que Jan Potharst.
Jan Hilbert Potharst, né le 4 janvier 1918 et décédé le 6 septembre 2008, est un footballeur néerlandais qui évoluait au poste de défenseur à l'Ajax Amsterdam — faisant partie du Club van 100 — et en équipe nationale.

## Biographie
Jan Potharst reçoit six sélections en équipe des Pays-Bas entre 1946 et 1950, sans inscrire de but.
Il joue son premier match en équipe nationale le 12 mai 1946, contre la Belgique (victoire 6-3 à Amsterdam). Il reçoit sa dernière sélection le 11 juin 1950, contre la Finlande (défaite 4-1 à Helsinki).

## Palmarès
- Champion des Pays-Bas en 1947 avec l'Ajax Amsterdam
- Vice-champion des Pays-Bas en 1946 avec l'Ajax Amsterdam
- Vainqueur de la Coupe des Pays-Bas en 1943 avec l'Ajax Amsterdam